# Robert Goldschmidt
Pour les articles homonymes, voir Goldschmidt.
Robert Goldschmidt (né à Bruxelles, 4 mai 1877 - mort à Villeneuve-Loubet le 28 mai 1935) est un chimiste et physicien belge qui a participé à la mise au point et au développement de la télégraphie sans fil (TSF) au début du XXe siècle grâce à l'invention d'un alternateur à très haute fréquence.

## Biographie
Robert Benedikt Goldschmidt, né à Bruxelles, 4 mai 1877, est le fils de Benedict Goldschmidt de nationalité allemande et de Marie Woog de nationalité suisse. Il se marie le 30 juillet 1901 avec Gabrielle Philippson fille du banquier Franz Philippson. Ils ont eu cinq enfants. Son milieu familial, d'origine juive, était fortuné, possédant une société spécialisée dans le commerce du fer et une banque. La société étant dissoute en 1867, son père reçoit l'autorisation de s'installer en Belgique.
Il fait des études secondaires à l'Athénée royal de Bruxelles et universitaires de 1894 à 1898 à l'Université libre de Bruxelles et en sort docteur en sciences naturelles (section sciences chimiques). Au cours de sa scolarité, il est naturalisé belge le 11 avril 1896. À l'issue d'études particulièrement brillantes, il reçoit le prix Jean-Servais Stas. En 1900, il monte un laboratoire destiné aux ouvriers leur permettant de se familiariser avec l'électricité. En janvier 1906, il est agrégé de l'Université libre de Bruxelles. À partir de ce moment, il embrasse une carrière académique dispensant des cours à l'Université de Bruxelles jusque dans les années 1930 : en électrochimie, aéronautique et transports et communications au Congo belge. De 1909 à 1912, il professe à l'Université de Berlin prenant en charge le laboratoire de thermodynamique expérimentale sur invitation du gouvernement allemand. À partir de 1903, il multiplie les inventions en matière d'électricité. De même, il s'intéresse et publie des articles afférent à la photographie et la galvanoplastie.
En 1908 avec l'aide d'Ernest Solvay, il conçoit les plans du premier dirigeable belge à hydrogène qui volera au-dessus de Bruxelles dès 1909. Surnommé le Belgique I, il sera suivi d'un Belgique II en 1910 et d'un Belgique III qui sera offert au roi Albert Ier puis à l'armée belge.
En 1908, il se prend de passion pour la télégraphie sans fil (TSF). Les essais s'effectuent d'abord à Bruxelles puis avec la province, prouvant ainsi la parfaite transmission de la voix sur de longues distances. Il s'agissait d'une innovation suivant le principe de la multiplication cinétique des fréquences de Boucherot. Par cette méthode, susceptible d'obtenir une puissance plus forte d'émission que celle permise par les brevets Marconi, il lance des émissions de TSF depuis le Palais de justice de Bruxelles. De 1911 à 1913, il est administrateur de la Société française de Radio-électrique.
En 1910, le roi Albert Ier fait appel à Robert Goldschmidt pour l'installation d'un réseau de TSF au Congo belge. Le contrat d'une durée de dix ans qui en résulte prévoit le nombre de postes régionaux, leur emplacement, le type de matériel et la création d'une base intercontinentale près de Boma qui sera reliée à la base intercontinentale belge située dans les dépendances du château de Laeken. En 1911 et 1912, Goldschmidt se rend au Congo pour l'installation du matériel, la réalisation de tests et la résolution des problèmes techniques. En 1912, il tente d'assurer une liaison permanente entre la colonie belge du Congo et Bruxelles, par la TSF. Sous sa direction et après de nombreux essais, dix postes de TSF, échelonnés de Borna à Élisabethville, sont installés en 1912-1913, constituant le premier réseau africain de TSF, qui diffuse des programmes réguliers à l'intention des Belges du Congo, chaque samedi. En 1920, ce réseau forme un ensemble cohérent de quinze postes de TSF, réseau d'un ampleur sans égale dans les colonies à cette époque. Ce déploiement facilite la politique de prise de contrôle par la Belgique du Katanga, la partie orientale la plus enclavée du Congo, où s'effectue au même moment le développement de l'industrie minière du cuivre et du cobalt, à la frontière zambienne.
À partir de 1911, Robert Goldschmidt s'est également impliqué aux côtés d'Ernest Solvay et de Walter Nernst dans l'organisation de congrès et conférences internationales en matière de physique réunissant le gratin des scientifiques de l'époque. Il est aussi l'un des fondateurs en octobre 1913 la Commission internationale de Télégraphie sans fil scientifique qui décide de la création d'un Union radio-scientifique internationale dont il deviendra Secrétaire-général.
Pendant la Première Guerre mondiale, Robert Goldschmidt, capitaine dans l'armée belge, dirige un service de TSF sur le front de l'Yser.
Dans l'entre-deux-guerres, la télégraphie et la téléphonie sont progressivement monopolisés par l'État belge et Goldschmidt perd le contrôle sur la modernisation de ses installations de TSF.
Déçu, Robert Goldschmidt quitte la Belgique en 1930 pour Paris puis Villeneuve-Loubet près de Nice. C'est là qu'à 58 ans, il met fin à ses jours le 28 mai 1935. Il est inhumé au Cimetière de Bruxelles à Evere.

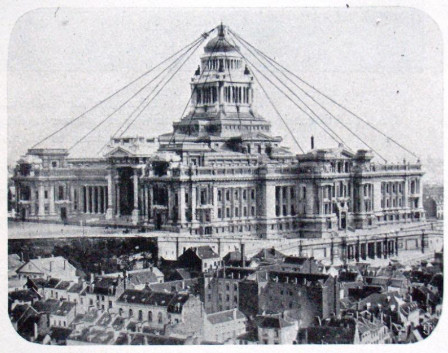
Antennes sur le Palais de Justice de Bruxelles en 1909
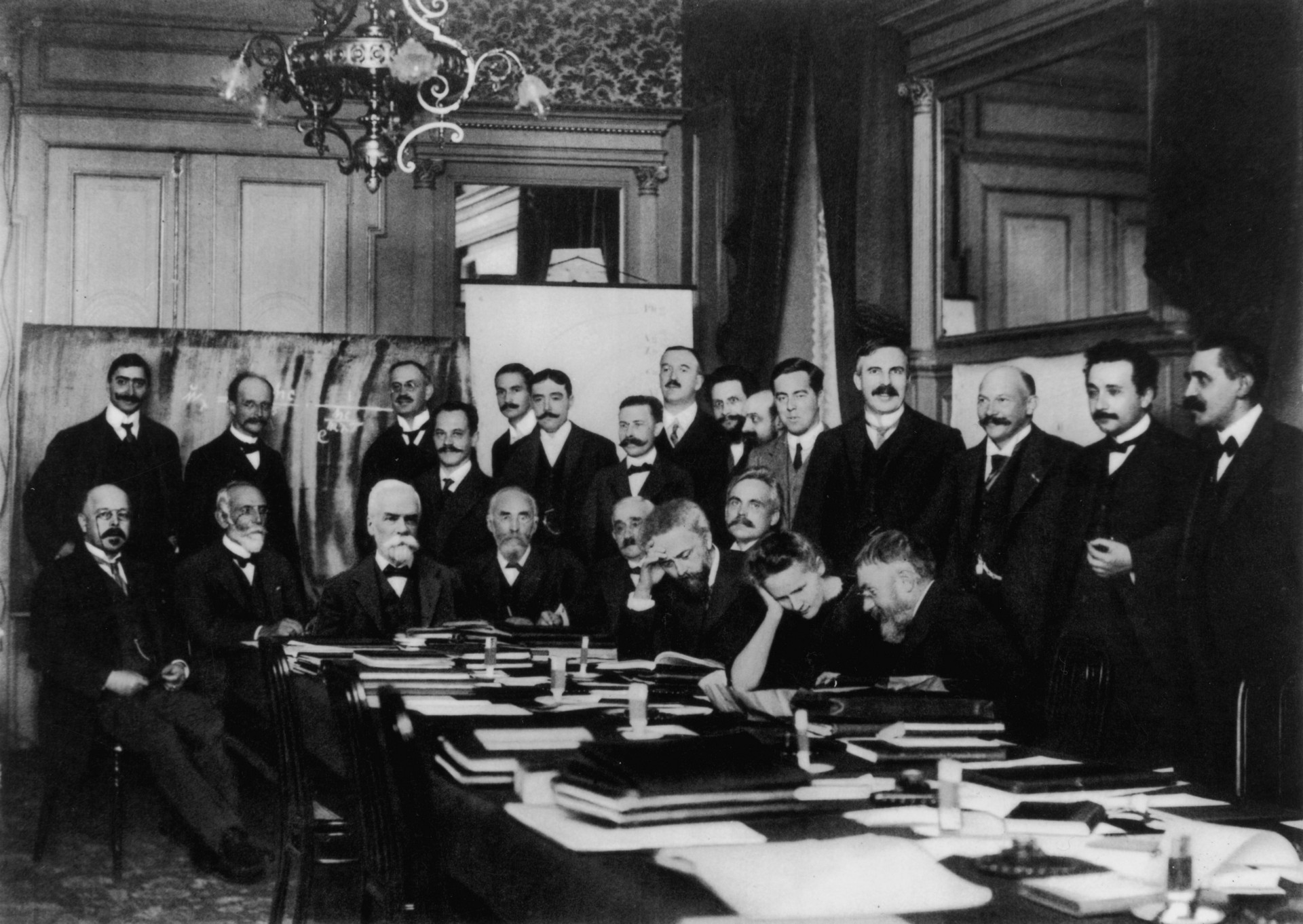
Robert Goldschmidt à la conférence Solvay de 1911 (en haut le dernier à gauche)
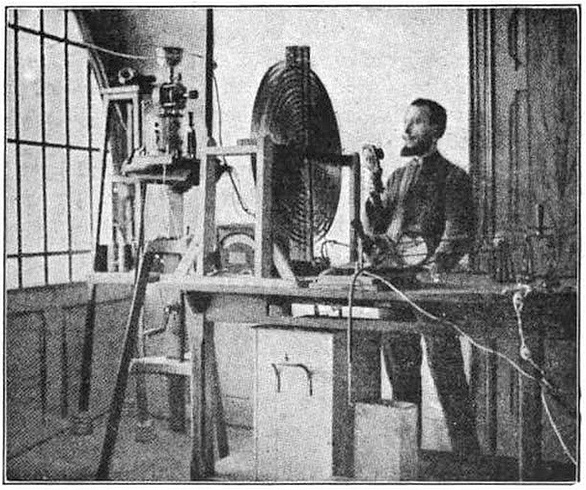
Photographie d'un émetteur radiotéléphonique en service à la station de radio de Laeken, Belgique vers 1914.

## Distinctions
- Officier de l'ordre de la Couronne (Belgique) ;
- Chevalier de l'ordre de Léopold (Belgique) ;
- Chevalier de l'ordre royal du Lion (Congo belge) ;
- Ordre de l'Empire britannique à titre civil : commandeur (Royaume-Uni)  ;
- Officier de la Légion d'honneur (France) ;
- Officier de l'ordre de la Couronne d'Italie

.